# 咬筋動脈
咬筋動脈（こうきんどうみゃく）は、頭頸部の動脈の一つ。顎動脈の枝。小さな動脈で、下顎骨の下顎切痕の横を通り、咬筋の深面に向かい、咬筋に栄養を供給する。
顔面動脈咬筋枝および顔面横動脈と吻合する。